# İsa Rüstəmov
İsa Rüstəmov (también escrito como Isa Rustamov; 6 de noviembre de 1999) es un deportista azerbaiyano que compite en halterofilia. Ganó una medalla de plata en el Campeonato Europeo de Halterofilia de 2025, en la categoría de 67 kg.

## Palmarés internacional
| Campeonato Europeo | Campeonato Europeo  | Campeonato Europeo | Campeonato Europeo |
| Año                | Lugar               | Medalla            | Categoría          |
| ------------------ | ------------------- | ------------------ | ------------------ |
| 2025               | Chisináu (Moldavia) | Medalla de plata   | 67 kg              |